# A Morte Habita à Noite
A Morte Habita à Noite é um filme de drama brasileiro de 2022, dirigido e escrito por Eduardo Morotó. O filme é protagonizado por Mariana Nunes e Roney Villela, o qual interpretam um casal que nos últimos anos alimentaram uma relação de parceria, mas que tudo muda com a chegada de uma jovem, interpretada por Endi Vasconcelos.

## Sinopse
Raul (Roney Villela) é um homem de cinquenta anos, alcoólatra e desempregado. O ponto de equilíbrio de sua vida é sua paixão por Lígia (Mariana Nunes), a qual tem sido sua maior parceria nos últimos anos em uma vida sem regras. No entanto, o relacionamento dos dois anda se desgastando. Em meio a uma noite conturbada, Raul encontra Cássia (Endi Vasconcelos), uma jovem descompromissada e cheia de vida que desperta nele um lado que ainda não conhecia.

## Elenco
- Roney Villela como Raul
- Mariana Nunes como Lígia
- Endi Vasconcelos como Cássia
- Rita Carelli como Inês
- Pedro Gracindo
- Roney Silveira como Arruda
- Everaldo Pontes como gerente de autopeças

## Produção
A Morte Habita à Noite é o primeiro longa-metragem dirigido por Eduardo Morotó, cineasta que ficou conhecido pela direção dos premiados curtas-metragens Todos Esses Dias que Somos Estrangeiros e Eu Nunca Deveria ter Voltado. Morotó também é responsável pelo roteiro do filme. Na composição da atmosfera que o filme se ambienta, ele buscou inspirações em obras literárias. A construção do protagonista Raul foi inspirada em um conto de Charles Bukowski.
Em 2011, ainda na faculadade, Morotó adapatou o conto A Mulher mais Linda da Cidade", de Bukowski, que virou o curta-metragem Quando Morremos à Noite. Desse trabalho, derivou o longa A Morte Habita à Noite. Em entrevista, o diretor explica:

"O longa acabou sendo uma consequência dessa obra, na qual o meu maior interesse estava na dinâmica dramatúrgica do conto, repleto de jogo de cena entre duas personagens, diálogos e situações cortantes, o que atendia o meu desejo de aprofundar-me na direção de atores. Além de enxergar naquele universo uma dimensão humana de confissão, de sentimentos inatos entre personagens fora dos modos sociais mais convencionais e inseridos num mundo de escassez." Eduardo Borotó para o site SindBancários
As gravações do filme ocorreram em 2017. O filme é ambientando em Recife, Pernambuco.

## Lançamento
O filme foi lançado no circuito de festivais de cinema de 2020. A première mundial do filme ocorreu em 26 de janeiro de 2020 no Festival Internacioanl de Cinema de Roterdão, na Holanda. Ainda foi exibido no Cine Ceará, no Festival de Cinema Luso-Brasileiro de Santa Maria da Feira, em Portugal, e no Inffinito Film Festival, nos Estados Unidos. Também foi exibido no Festival de Viña del Mar (Chile), Festival de Havana (Cuba), Festival Latino-americano da Filadélfia (EUA), Festival Internacional de Santiago del Estero (Argentina), Festival do Cinema Brasileiro de Berlim (Alemanha), e nos eventos nacionais Festival do Rio, Mostra CineBH, Festival Primeiro Plano, Fest Cine Pedra Azul e Mostra SESC de Cinema.
O lançamento comercial no Brasil ocorreu em 15 de dezembro de 2022 pela Vitrine Filmes.

## Recepção

### Crítica
Bruno Carmelo, em sua crítica ao Papo de Cinema, escreveu: "A estética do desgaste (emocional para os personagens, e físico para os cenários) constitui o mérito e a limitação do drama. Morotó demonstra pleno controle do efeito procurado em cada cena, calibrando a direção de fotografia e a direção de arte para atingirem a máxima ebriedade possível. No entanto, estes recursos se repetem sem variação: os espaços são igualmente carcomidos e imundos, as luzes soam idênticas nos corredores ou dentro dos quartos, o vestido de Lígia praticamente se repete em Cássia. Os atores entregam-se com generosidade, porém sucumbem à teatralidade desses encontros a dois, em cenários com os quais interagem pouco, rindo com as amigas a noite inteira sem que o espectador descubra o motivo de tanta graça."

## Prêmios e indicações
| Ano  | Associações                                      | Categoria         | Nomeações                | Resultado |
| ---- | ------------------------------------------------ | ----------------- | ------------------------ | --------- |
| 2020 | Inffinito Film Festival                          | Melhor Ator       | Roney Villela            | Venceu    |
| 2020 | Festival Luso-Brasileiro de Santa Maria da Feira | Melhor Ator       | Roney Villela            | Venceu    |
| 2020 | Festival Luso-Brasileiro de Santa Maria da Feira | Melhor Revelação  |                          | Venceu    |
| 2020 | Cine Ceará                                       | Melhor Ator       | Roney Villela            | Venceu    |
| 2021 | Fest Cine Pedra Azul                             | Melhor Filme      | A Morte Habita à Noite   | Venceu    |
| 2021 | Fest Cine Pedra Azul                             | Melhor Direção    | Eduardo Borotó           | Venceu    |
| 2021 | Fest Cine Pedra Azul                             | Melhor Roteiro    | Eduardo Borotó           | Venceu    |
| 2021 | Fest Cine Pedra Azul                             | Melhor Ator       | Roney Villela            | Venceu    |
| 2021 | Fest Cine Pedra Azul                             | Melhor Atriz      | Mariana Nunes            | Venceu    |
| 2021 | Fest Cine Pedra Azul                             | Melhor Fotografia | Marcelo Martins Santiago | Venceu    |